# Štor (priimek)
Štor je priimek več znanih Slovencev:
- Luka Štor (*1998), nogometaš
- Marko Štor (*1975), atlet, sprinter